# Crenicichla mandelburgeri
Crenicichla mandelburgeri är en fiskart som beskrevs av Kullander 2009. Crenicichla mandelburgeri ingår i släktet Crenicichla och familjen Cichlidae. Inga underarter finns listade i Catalogue of Life.